# Nagykökényes
Nagykökényes is een plaats (község) en gemeente in het Hongaarse comitaat Heves. Nagykökényes telt 631 inwoners (2001).

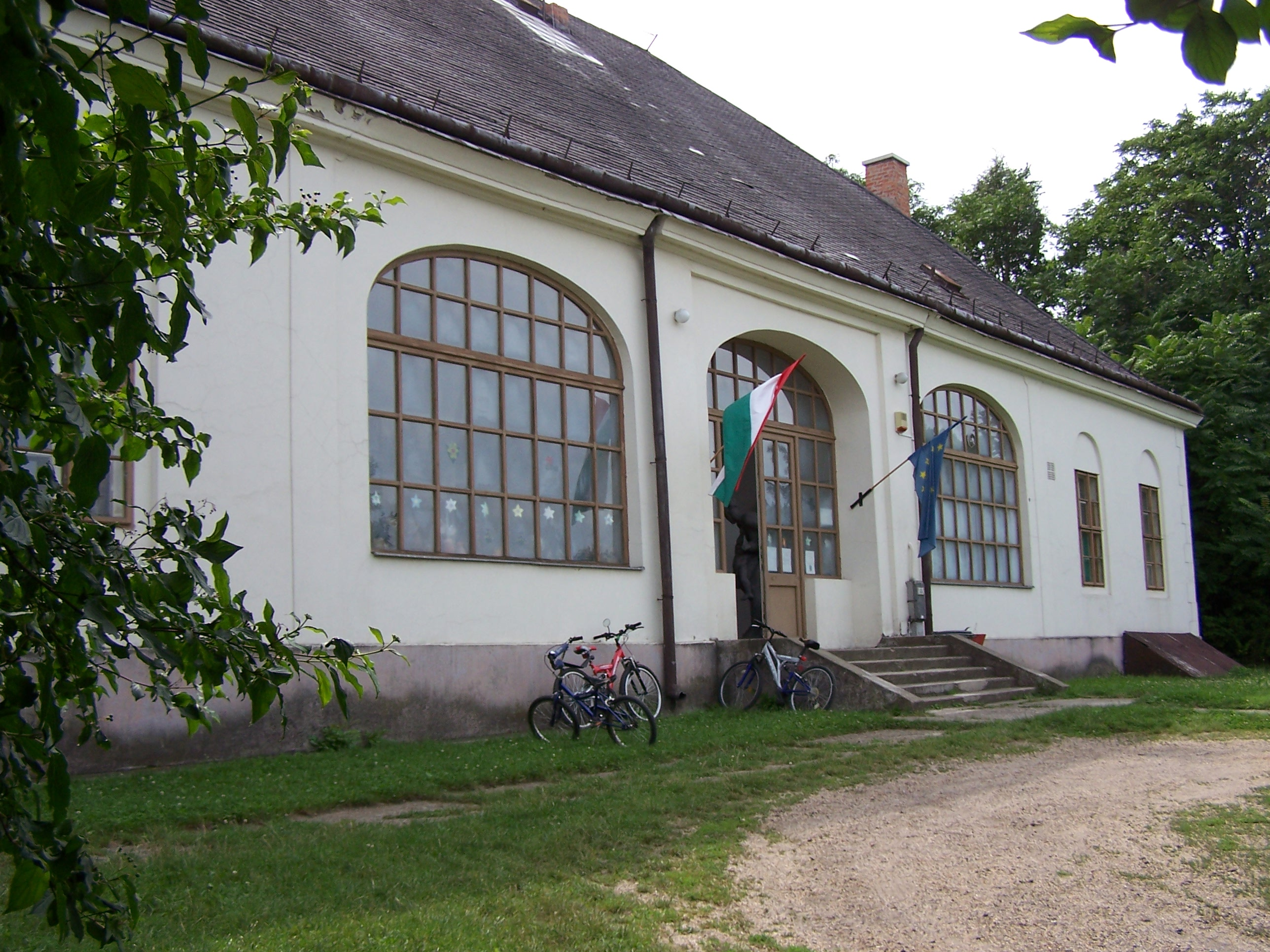
Kerk van Nagykökényes
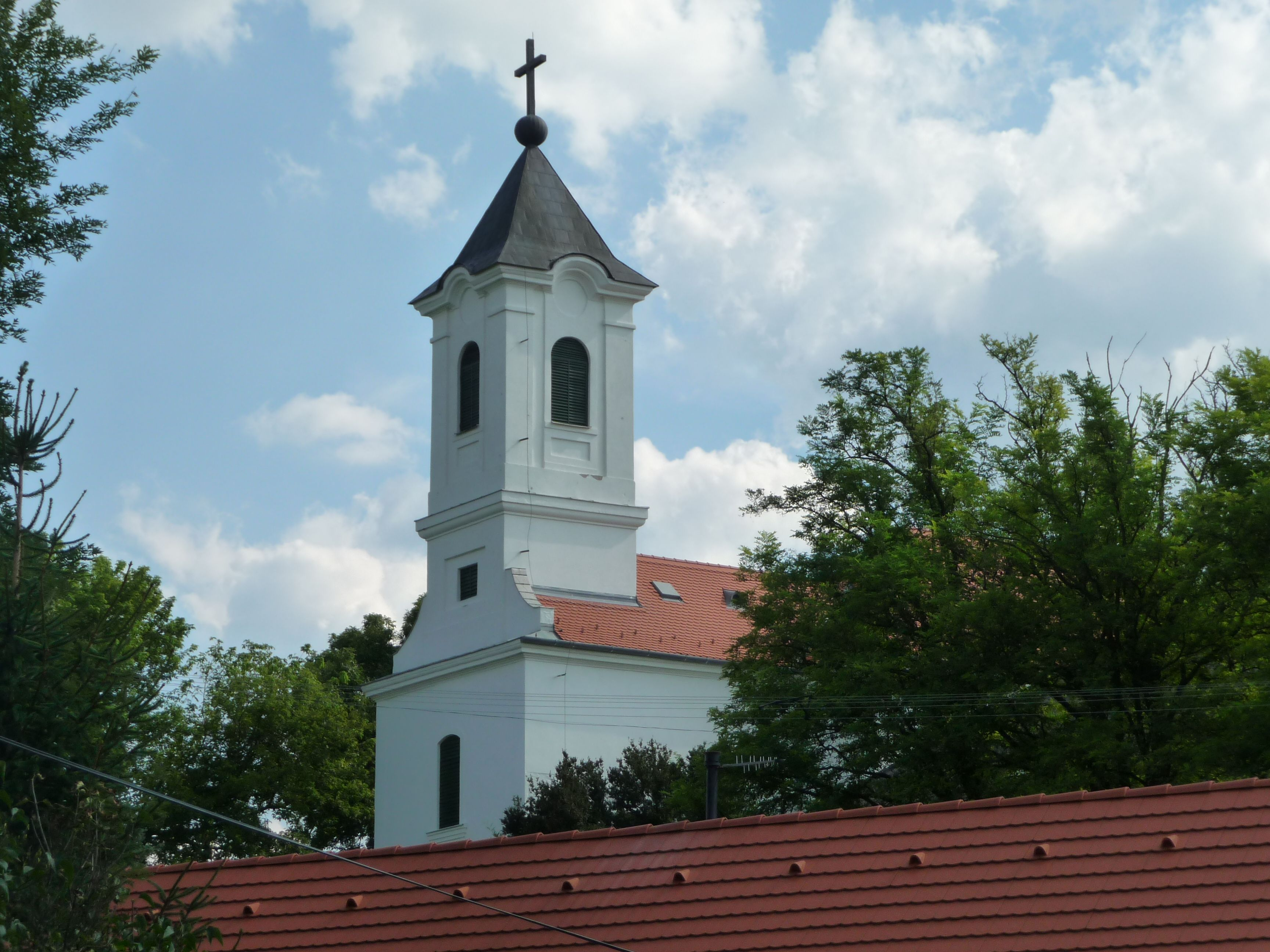
Kerk van Nagykökényes